# Perdita senecionis
Perdita senecionis är en biart som beskrevs av Cockerell 1896. Perdita senecionis ingår i släktet Perdita och familjen grävbin. Inga underarter finns listade i Catalogue of Life.